# 오노 기요코
오노 기요코(小野 清子, 혼전 성씨: 오이즈미(大泉), 1936년 2월 4일 ~ 2021년 3월 13일)는 일본의 체조 선수 · 정치인이다.
미야기현 이와누마시에서 태어나, 아키타현 아키타시에서 자랐다. 도쿄교육대학(현 쓰쿠바 대학)을 졸업하고 사제 지간이었던 체조 선수 오노 다카시와 결혼했다. 1960년 로마 하계 올림픽, 1964년 도쿄 하계 올림픽에 출전했으며 특히 1964년 도쿄 하계 올림픽에서는 여자 체조 단체전 동메달을 땄다. 은퇴 후에는 중앙 교육 심의회에서 활동했다.
1986년 참의원 선거에서 자유민주당 후보로 출마해 당선된 것을 시작으로 정치를 시작했으며, 총 3선 참의원 의원으로 활동했다. 2003년부터 2004년까지 제1차 고이즈미 제2차 개조내각에서 국가공안위원회 위원장, 청소년 육성 및 저출산 대책·식품안전 담당 내각부 특명담당대신을 역임했고, 2005년부터 2006년까지 참의원 예산위원장을 역임했다.
2007년에 정계에서 은퇴했고, 2008년 4월에는 오랜 세월에 걸쳐 스포츠계와 정치권에서 큰 공적을 세운 공로를 인정받아 일본 정부로부터 욱일대수장을 받았다. 2015년 5월에는 일본 농구 협회 부회장으로 임명되었다. 2021년 1월 중순에 자택에서 넘어져 골절로 입원하던 도중에 코로나19에 감염되었으며, 치료를 받다가 3월 13일에 사망하였다.